# Rhytidanthera fragrans
Rhytidanthera fragrans är en tvåhjärtbladig växtart som beskrevs av Van Tiegh.. Rhytidanthera fragrans ingår i släktet Rhytidanthera och familjen Ochnaceae. Inga underarter finns listade i Catalogue of Life.